# Шарл Морис де Талеран
Шарл Морис де Талеран-Перигор или Талеран (фр. Charles Maurice de Talleyrand-Périgord; Париз, 2. фебруар 1754 — Париз, 17. мај 1838) је био француски дипломата. Служио је и Луја XVI, затим власти за време Француске револуције, па Наполеона, а после њега Луја XVIII и Луја Филипа Орлеанског. Био је јако цењен као један од најсвестранијих и најутицајнијих дипломата у европској историји.

## Детињство и младост
Рођен је у аристократској породици у Паризу. По сопственој причи због озледе стопала у детињству није могао да крене путем предвиђене војне каријере. С друге стране могуће да је имао проблем још од рођења. Талеранови су традиционално следили војни позив, али сада су Шарла усмерили у смеру свештеничког позива. Његов ујак је био надбискуп од Ремса. Иако му је породица била престижна и са старим племством, изгледа да нису баш били имућни, па је свештенички позив био начин да се дође до богатства. Положен је за свештеника 1779, а већ 1780. постао је представник католичке цркве при француској круни. Са тим положајем он је од 1785. вршио општи попис црквених добара у Француској, са циљем да се не отуђе црквени поседи. Захваљујући породичним везама 1789. постао је бискуп од Отуна.

## Француска револуција
На седници генералних сталежа 1789. Талеран је представљао први сталеж. За време Француске револуције Талеран је подржавао револуционарне активности. Помогао је Мирабоу да се одузму црквена имања. Суделовао је у писању Декларације о правима човека и грађанина. Предложио је закон којим је национализована црква, тачније црква је постала подређена влади. Подстицао је јавно образовање у духу просветитељства. Приликом успостављања уставне монархије 1790. предводио је мису.
Био је током 1792. два пута неслужбено послан у Британију са циљем да се избегне рат. Мисија му је добрим делом била неуспешна, јер је Британија била неутрална само током 1792. у првом делу Француских револуционарних ратова. Почетком септембарских масакара 1792. напустио је Француску и отишао у Енглеску. Национални Конвент је против њега у децембру 1792. издао налог за хапшење због инкриминирајућих папира, које су нашли против њега. Међутим истеран је и из Енглеске марта 1794. Од тада до 1796. је боравио у САД, где је радио за једну банку на трговини и спекулацијама некретнинама. После Термидорске реакције сазвао је пријатеље да лобирају за његов повратак у Националном Конвенту и новоуспостављеном Директоријуму. Вратио се у Француску 25. септембра 1796. Већ 1797. постао је министар спољних послова. За време италијанског похода 1796. и 1797. схватио је да би могао добро напредовати уз Наполеона. Писао је много писама Наполеону и постали су блиски савезници. Талеран је био против укидања Млетачке републике, али хвалио је Наполеона када је постигнут Кампоформијски мир са Аустријом. Заједно са Наполеоновим млађим братом Лусјеном Бонапартом учествовао је у Наполеоновом државном удару, па је брзо после тога посто Наполеонов министар спољњих послова.

## Француско царство
Постао је 1806. кнез Беневента. Био је против тешког кажњавања Пруске по одредбама Тилзитског мира 1807. Због тога је стекао добру репутацију у европској елити ван Француске. Дао је 1807. оставку на место министра спољњих послова због противљења француско-руском савезу. До 1809. још више се удаљио од Наполеона, а 1812, је раскинуо са њим. За време Ерфуртског конгреса није имао функцију, али представљао је Француску. Руски цар Александар I Романов је тражио његов савет о томе како да се односи према Наполеону. Руски цар се бојао Наполеона јер је дотад био два пута поразио Русију. Дивио се модерним француским институцијама и желео је реформисати Русију. Талеран га је уверавао да Наполеонова Француска представља претњу европским нацијама-државама и да се Русија треба одупрети Наполеоновој вољи. Талеран је био руски тајни агент од 1812. Док је служио под Наполеоном Талеран је примао мито од Аустрије и Русије и одавао је Наполеонове тајне. То је радио јер је осећао да ће Наполеон упропастити Француску. Када је агитоивао против инвазије Шпаније тада је навукао Наполеонов бес.

## Рестаурација
Талеран је био један од кључних креатора бурбонске рестаурације. На власт је у априлу 1814. дошао Луј XVIII. Талеран је био главни француски преговарач на Бечком конгресу 1815. године. Због његових способности услови споразума и конгреса били су повољнији по Француску, него што би се иначе очекивало. У почетку Бечког конгреса само су четири силе доносиле одлуке, а то су били Аустрија, Русија, Велика Британија и Пруска. На конгрес су били позвани Француска и остале државе, али нису имали утицај на доношење одлука. Након вештог Талерановог дипломатског маневрисања четири велике силе су прихватиле Француску и Шпанију у процес доношења одлука. Русија и Пруска су захтевале повећање својих територија. Русија је захтевала анексију Пољске и томе захтеву је задовољено, иако су се бунили Аустрија, Француска и Велика Британија. Талеран је успешно искористио сукобе међу члановима антифранцуске коалиције. Између Талерана, Метерниха и Британца Кастлроа склопљен је 3. јануара 1815. тајни споразум против могуће агресије Русије и Пруске. Француска је успела успоставити границе из 1792. без плаћања ратних репарација. Постоје историчари који криве Талерана за успостављање нестабилности, које су биле значајне за Први светски рат. Посебно спомињу пруску анексију малих немачких држава западно од Рајне. Због тога је пруска војска дошла директно на француско-немачку границу, а Пруска је постала највећа сила у Немачкој по територији, становништву и индустрији (Рур и Рајнланд). То је утрло пут каснијем немачком уједињењу под пруским троном. Талеран је у то доба сматран успешним, јер је Француска изгубила рат, а Талеран је спречио опасност да је победници деле.
Талеран је дао оставку у септембру 1815. и отада је играо улогу старијег државника, који је с времена на време критиковао или учествовао у интригама. Када је краљ Луј Филип Орлеански дошао на власт у јулској револуцији 1830, Талеран је постао амбасадор у Великој Британији. Био је амбасадор до 1834. и залагао се за легитимност режима Луја Филипа. Осим тога предложио је план поделе Холандије.